# Gemeinde Cerkvenjak

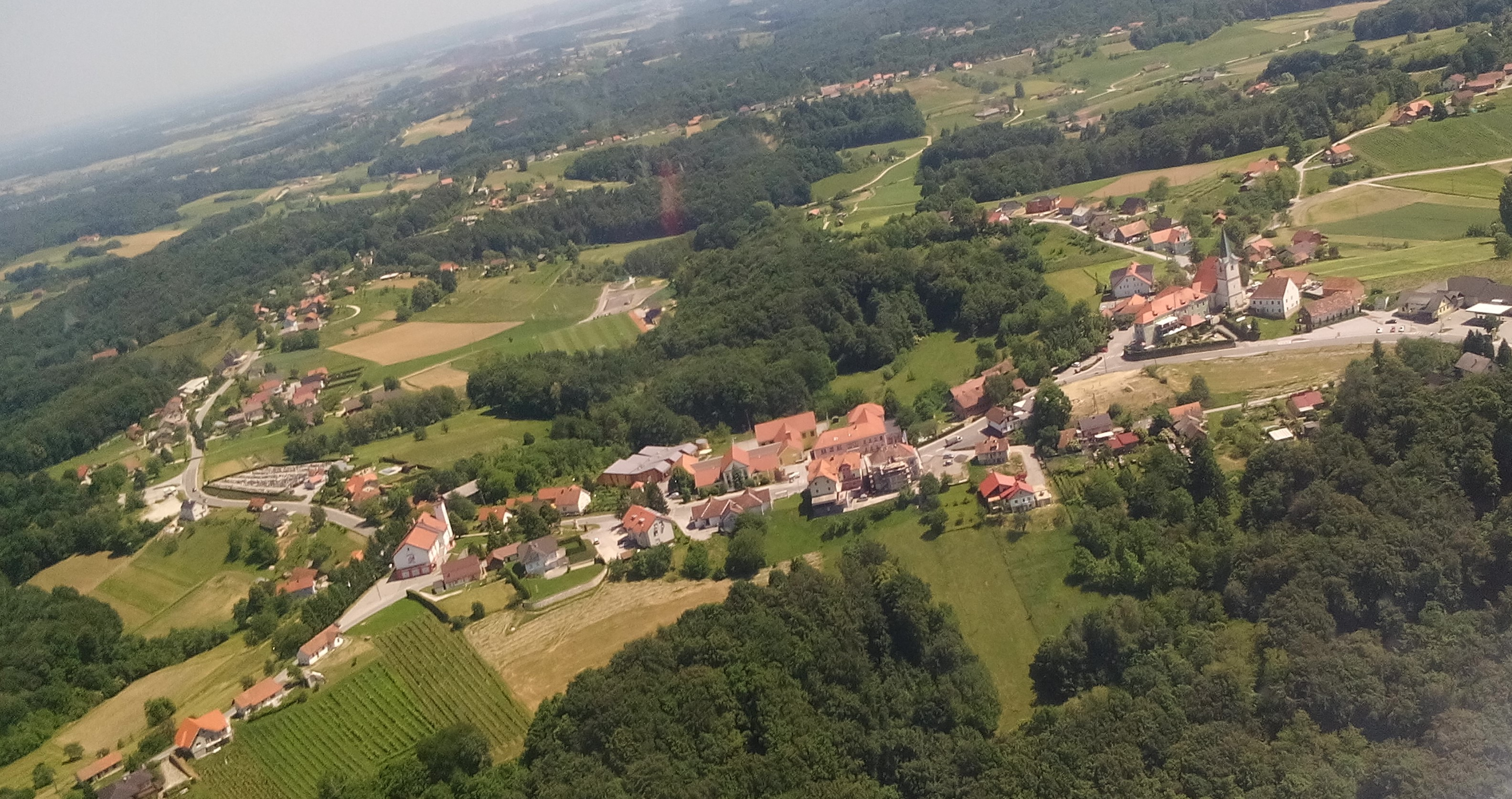
Luftaufnahme des Hauptortes Cerkvenjak

Cerkvenjak (deutsch: Kirchberg in den Windischen Büheln) ist der Name einer Gemeinde und ihres Hauptortes in der slowenischen Landschaft Untersteiermark (Štajerska), Region Podravska.

## Lage
Cerkvenjak liegt im nordöstlichen Slowenien in den Slovenske gorice (Windische Bühel) etwa 22 km östlich der Stadt Maribor und etwa 9 km östlich der Kleinstadt Lenart. Das gesamte Gemeindegebiet ist gekennzeichnet durch das sanfte Hügelland, in südöstlicher Richtung geht es in das Tal der Pesnica (Pößnitz) über.
Die Autobahn A5 zieht durch das Gemeindegebiet und es besteht ein direkter Anschluss an der Anschlussstelle "Cerkvenjak". 

## Ortschaften
Die Gemeinde umfasst 15 Ortschaften. Die deutschen Exonyme in den Klammern stammen aus der Mitte des 19. Jahrhunderts und werden heutzutage nicht mehr verwendet.:
- Adrenci (Andrenzen, auch Andreasdorf)
- Brengova (Wranga, auch Wrangaberg)
- Cenkova (Zinkendorf)
- Cerkvenjak (Kirchberg)
- Cogetinci (Zogendorf)
- Čagona (Tschaga, älter auch Minndorf)
- Grabonoški Vrh (Grabonoschenberg)
- Ivanjski Vrh1 (Iswanzenberg)
- Kadrenci (Gaterling, auch Kadrenzen)
- Komarnica (Gomerzen)
- Peščeni Vrh (Sandberg)
- Smolinci (Smolinzen)
- Stanetinci (Stanetinzen)
- Vanetina (Wanuscherberg)
- Župetinci (Suppetinzen)

1 Ivanjski Vrh gehört nur teilweise zur Gemeinde Cerkvenjak, die Gemeinde Gornja Radgona umfasst einen weiteren Teil.

## Nachbargemeinden
|                                    | Gornja Radgona                              |                         |
| Sveta Trojica v Slovenskih goricah | Kompassrose, die auf Nachbargemeinden zeigt | Sveti Jurij ob Ščavnici |
|                                    | Sveti Andraž v Slovenskih goricah           |                         |

## Geschichte
Bis zum Jahr 1952 trug die Gemeinde den Namen Sveti Anton v Slovenskih goricah, benannt nach der Kirche in Cerkvenjak, die dem heiligen Antonius geweiht ist.

## Persönlichkeiten
- Rajmund Čuček (1849–1921), Professor
- Frančišek Horvat (1870–1944), Maler